# Катеринославська футбольна ліга
Катераносла́вська футбольна ліга була утворена 12 березня 1916 року у місті Катеринославі (нині Дніпро).

## Історія
У травні 1911 року ентузіасти гімнастичного товариства «Сокіл» Другого реального училища спорудили спеціальний майданчик з футбольним полем, з дерев’яними трибунами для глядачів, роздягальні (дерев’ні сарайчики), будку-касу і таке інше. На цьому майданчику проходили перші матчі між міськими командами, кількість яких зростала з кожним місяцем. Подібні ігри привертали увагу і глядачів, і незабаром за вхід стали збирати платню. 
Перша спроба провести турнір була зроблена у 1914 році, але керівництво «Сокола» не впоралося з його організацією і змагання, хоча і почалося, було зірване. Тоді в Катеринославі вже було збудовано два футбольних поля – на Соборної площі перед будинком 1-ї чоловічої гімназії (1913 року), у 1914 році з’явився третій спортивний майданчик з футбольним полем, який належав Олександрівському металургійному заводу Брянського товариства (скоріше за все він знаходився при Брянської робітничої школі).

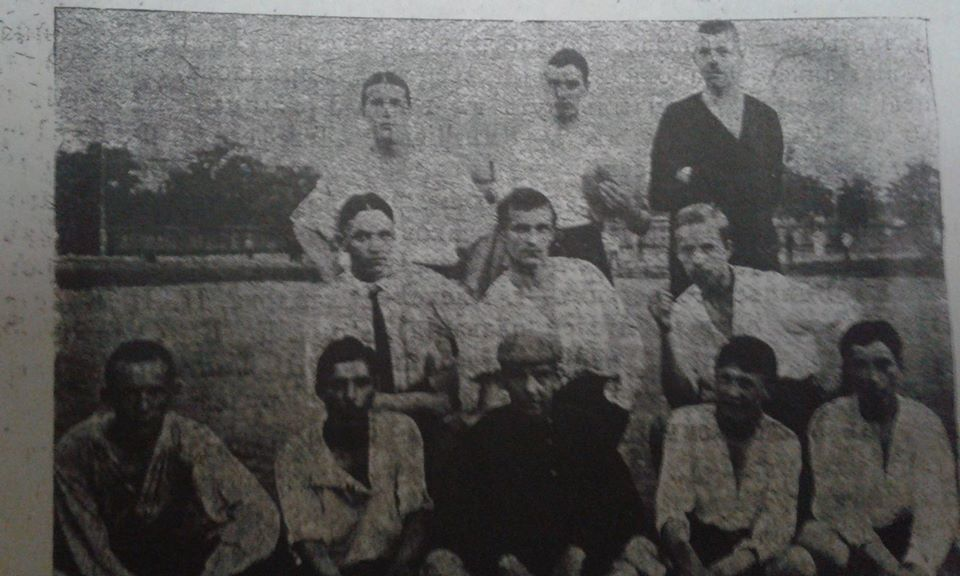
Команда футбольного клубу "Алькор". 1915 рік

Перший чемпіонат міста відбувся в Катеринославі влітку 1915 року в двох групах — класів “А” і “Б”. Стартовий матч провели команди «Алькор» і «Тритон». В серпні цього ж року на стадіоні «Сокіл» відбувся перший міжміський матч — «Алькор» виграв у Новомосковського «Націоналя» з рахунком 8:0.
У цьому ж році футбольна збірна команда Катеринослава дебютувала на всеросійських змаганнях. Був здійснений перший виїзний матч до Харкова, де збірна поступилась 0:6. 
12 березня 1916 року на засіданні Катеринославського військово-спортивного комітету було прийнято рішення організувати футбольну лігу. На першому засіданні вирішили записати Катеринославську футбольну лігу в члени Всеросійського футбольного союзу любителів легкої атлетики. Статус ліги направлений для затвердження генерал-майору Володимиру Воєйкову — Головному наглядачу за фізичним розвитком народонаселення Російської імперії. КФЛ офіційно була прийнята до Всеросійського футбольного союзу, що дозволило їй проводити змагання за правилами ФІФА. 
27 березня 1916 року було проведено перший матч під егідою ліги. У першому чемпіонаті було створено дві групи. Переможцем став «Алькор». У змаганні брали участь футбольні команди «Стадіон», «Оріон», «Тритон», «Штандарт», «Балада», «Рів'єра», «Вега», «Задніпров'є», «Аїда», «Унітас», «Спорт», «Зоря» та КЛІФ з Олександрівська. У розвитку чемпіонату важливу роль відіграли англійці, голландці, німці, яким належали підприємства міста. 
У цьому році була створена ліга середніх навчальних закладів. 
У 1917 році чемпіоном знову став «Алькор». 
У 1918 році чемпіоном стала футбольна команда «Стадіон», яка у вирішальному матчі розгромила діючих чемпіонів — команду «Алькор» з рахунком 4:0. У чемпіонаті КФЛ вперше взяла участь футбольна команда «БРІТ» («Брянський робітничий індустріальний технікум»). 
Громадянська війна призупинила проведення чемпіонату КФЛ. 
Ліга поновилась тільки у 1923 році. На той час команди повністю змінились. Заводи, що належали іноземцям, стали державними. На той час грали команди «БРІТ», команда залізничників «ім. Пролетарської революції», «Червоний профінтерн», «Металіст», «Придніпровськ», «ЧСК», «Харчовик». Матчі проводились на тому ж полі, де вже був облаштований стадіон «Сокіл». 
КФЛ припинила своє існування у 1926 році, коли Катеринослав було перейменовано у Дніпропетровськ.